# Полянчук Сергій Андрійович
Полянчук Сергій Андрійович (нар. 19 березня 1988, м. Красилів Хмельницької області) — український футболіст, півзахисник ФК «Тернопіль».

## Клубна кар'єра
Тренери — І. Андрійчук, Василь Івегеш, Анатолій Назаренко.
Виступав за «Случ» (Красилів), «Педліцей» (Тернопіль), «Буревісник» Тернопіль.
Нині — півзахисник ФК «Тернопіль».